# Герб Нової Одеси
Герб Ново́ї Оде́си затверджений 29 квітня 2005 р. рішенням № 7 XXII сесії Новоодеської міської ради.

## Опис
На лазуровому полі у перев'яз праворуч золота козацька піка вістрям догори із срібним наконечником, вгорі — червоний козацький хрест із золотою облямівкою та променями, внизу — срібний якір-кішка, обвитий канатом. Щит обрамований декоративним картушем та увінчаний срібною міською короною з трьома вежками.

## Значення символів
Червоний хрест із променями та піка нагадують про перші поселення-зимівники козаків Бугогардівської паланки. Срібний якір означає вантажну пристань, збудовану на березі Південного Бугу в кінці XIX ст., що прискорило розвиток торгівлі і промисловості.
Автори — І. Д. Янушкевич, Р.Кочкуров, М.Штомпель.